# Jaroslav Škarda
Jaroslav Škarda (17. března 1923 České Budějovice – 13. srpna 1993 České Budějovice) byl český architekt, historik architektury, urbanista a malíř.

## Životopis
Studoval Fakultu architektury a pozemního stavitelství na ČVUT v Praze, kterou dokončil v roce 1949. V letech 1949 - 1983 byl členem Stavoprojektu České Budějovice, kde spolupracoval s J. Bendou a L. Erbanem na výškovám hotelu Gomel(1983). Věnoval se také péči o stavební památky v Českých Budějovicích.

## Dílo
- 1953—1954: Projekce obytného souboru mezi Nádražní třídou a Lipenskou ulicí
- 1959—1965: Projekce souboru staveb tzv. Koldomu na Pražské třídě
- 1968—1974: Projekt rekonstrukce tvrze Žumberk s úpravou pro národopisnou expozici Jihočeského muzea
- 1978—1982: Projekce výškového hotel Gomel na Pražské třídě[2]